# Lissochlora mollissima
Lissochlora mollissima är en fjärilsart som beskrevs av Paul Dognin 1892. Lissochlora mollissima ingår i släktet Lissochlora och familjen mätare. Inga underarter finns listade i Catalogue of Life.